# Hendrickson Peak
Der Hendrickson Peak ist ein über 2000 m hoher und felsiger Berg im westantarktischen Marie-Byrd-Land. In den Quartz Hills ragt er 3 km westlich des May Peak auf.
Der United States Geological Survey kartierte den Berg anhand eigener Vermessungen und mittels Luftaufnahmen der United States Navy aus den Jahren zwischen 1960 und 1964. Das Advisory Committee on Antarctic Names benannte ihn 1967 nach George Hendrickson, Glaziologe auf der Byrd-Station von 1962 bis 1963 und von 1963 bis 1964.